# آدم لامبرت
آدم ميتشل لامبرت (ولد في 29 يناير 1982) هو مغني أمريكي، وشاعر وملحن، وممثل مسرحي ولد في انديانابوليس، ولاية انديانا، ونشأ وترعرع في سان دييجو بولاية كاليفورنيا. كان يقوم بعروض مسرحية للهواة عندما كان طفلا.واستمر على ذلك حتى مرحلة البلوغ.وشارك في العديد من الأعمال المسرحية في الولايات المتحدة وخارجها. في مايو 2009، احتل المركز الوصيف في الموسم الثامن من أمريكان آيدول  وهو أول فنان مثلي الجنس علنا يطلق ألبوم مع شركة تسجيل كبيرة في الولايات المتحدة.
أصدر لامبرت أول ألبوم، فور يور إنترتاتمينت، في 23 نوفمبر، 2009،  عبر تسجيلات أر سي أيه. احتل الأبوم المركز الثالث 3 في بيلبورد 200 في 12 ديسمبر الأول 2009،  وباع 198,000 نسخة في الولايات المتحدة في الأسبوع الأول.

## نشأته
ولد لامبرت في ولاية أنديانابوليسابن ليلى، مهندسة ديكور، وايبر لامبرت، الذي يعمل في إدارة البرنامج في شركة نوفاتيل وايرليس.  انتقل لامبرت إلى كاليفورنيا بعد وقت قصير من ولادته، ونشأ في رانشو بيناسكيتوس في شمال شرق سان دييغو. وألتحق بمدرسة ديير كانيون الابتدائية، ومدرسة ميسا فيردي الاعدادية، حيث كان الفائز في المسابقة أير باند (تميز بأغنية مايكل جاكسون '«ثريلر»)، ومدرسة ماونت كرمل الثانوية، حيث كان في فريق المسرح، الكورال، وكثيرا ما كان يغني غناء فرقة المدرسة لموسيقى الجاز «إم سي جاز». من عروضه البارزة في مدرسة ماونت كارمل كانت فريدريك في قراصنة بنزانس و«إت إز أونلي بابر مون» مع أم سي جاز. قال انه تأثر بديفيد باوي، مادونا، مايكل جاكسون، وكويين، وليد زيبلين.
لامبرت، يهودي، وهو يغني باللغة العبرية في المناسبات اليهودية، أغاني مثل "شير لاشالوم".  وهو يذهب إلى معبد الفنون في سان دييغو، وغنى في كول نيدرو في عطلة عيد الغفران اليهودي. غنى لامبرت أيضا أغنية اليهودية بعنوان [21] جوشوا، واغنية «إز أني بودي ليستينج؟ لونه المفضل هو الأزرق.» 

## حياته المهنية المبكرة
كان لامبرت ممثل مسرح منذ أن كان في حوالي العاشرة من عمرة. كان يلقي كما ينوس في سان دييغو 'ق صالة حفلات مسرح في إنتاج يو أر جوود مان، تشارلي براون.  حول سن الثانية عشرة، كان يلقي في إنتاج عازف الكمان على السطح واصلت أداء طوال سنوات مراهقته بما مرحبا، دوللي!، الشطرنج، كاميلوت، والرجل والموسيقى، والشحوم ولعب الكابتن هوك وبيتر بان. في سن 19، لامبرت غادر الولايات المتحدة في جولة مع أنيتا إنتاج مان لمدة عشرة أشهر قبل أن يعود إلى الولايات المتحدة لأداء الأوبرا الخفيفة في مقاطعة أورانج كاليفورنيا. ثم انه كان يلقي في الإنتاج الأوروبي والولايات المتحدة من الشعر والمسرح من الإنتاجات Brigadoon و110 في الظل، قبل أن يلقي في دور يشوع في The Ten Commandments: The Musical في مسرح كوداك جنبا إلى جنب مع فال كيلمر. لامبرت كان واحدا من العناصر الفاعلة الوحيدة في المسرحية التي حظيت وجهة نظر ايجابية. في حين أن يتصرف، لامبرت لفترة وجيزة أدى عملا إضافيا باعتباره الرجل الأمامية لموسيقى الروك وعلى المنوال المواطن مع ستيف Sidelnyk، فيكتور تومي ومونتي بيتمان. خلال هذا الوقت لامبرت كما التقى المنتج مالكولم Welsford الذي ساعد في تطوير مهنة تسجيله منذ عام 2005.  ثم انه كان يلقي بوصفها البديل الجاهز لجزء من Fiyero في برودواي شركة إنتاج جولة ولوس انجليس ليلقي الموسيقية شرير.  منذ عام 2004، وقال انه قد تجري بانتظام في كاباريه منتصبة وإظهار زودياك، الذي شارك في أوجدتها Carmit باشار من الهرة الدمى.

## أمريكان أيدول
اختبار لامبرت للموسم الثامن للأمريكان أيدول في سان فرانسيسكو، كاليفورنيا. في مقابلة مع رولينج ستون قال ان قرر الاختبار للظهور بعد أسبوع من مهرجان بيرننج مان. وذهب إلى القول بأن "كانت لي تجربة مع مخدر حيث أنني نظرت إلى الغيوم وذهبت،' أوه! أدركت أننا جميعا لدينا القوة الخاصة، وأنه مهما أردت أن أفعل، يمكن أن أفعله. أثناء الاختبار الأولي، أنشد أغنية "روك ويز يو" وبوهيميان رابسودي. استشهد لامبرت بالعديد من المؤثرين الموسيقيين، بينهم مادونا، والملكة، ديفيد باوي، مايكل جاكسون، أروسميث، وليد زيبلين. 
في الدور قبل النهائي، صوت لامبرت في 13 الأعلى، والانضمام زميل المجموعة 2 المؤدين أليسون ايراهيتا وكريس الن. لامبرت وألين أصبح غرفهم في قصر المعبود، مع ألن تفيد أنه نظرا لنظافة.
مايكل جاكسون خلال الأسبوع، وكان يردد "الأسود أو الأبيض" مما يؤدي إلى اشادة من جميع القضاة الأربعة، مع بولا عبدول توقع انه مستعد للذهاب إلى نهائيات كأس العالم. في الأسبوع التالي، لامبرت غنى نسخة من "حزام النار". بينما راندي جاكسون، وكارا DioGuardi، وعبد جميع يحب أدائه، ودعا سيمون كويل انه «متساهل هراء». موتاون في ليلة، لامبرت غنى صوتية نسخة معجزة '،«واغاني من دموعي». القضاة جميع يرضوا، وسموكي روبنسون، في الأسبوع معلمه والمغني وكاتب الأغاني الأصلي، وقدم لامبرت وقوفا. لله الأعلى 8 الأداء، وغنت لامبرت عام 2001 غاري جول ترتيب «جنون العالم». ذلك لأن المعرض قد تجاوز حدود فتحة الوقت، لم تعط سوى كويل نقد، وقد فعل ذلك ببساطة عن طريق إعطاء لامبرت وقوفا. خلال النتائج الليلة التالية، واتفق على أن قضاة آخرين وقوفا هو نقد لامبرت أفضل أداء. لبلده الثاني 7 الأداء الأعلى، لامبرت غنت "إذا لا يمكن أن يكون لك"، وتقديم ما DioGuardi أدائه صفها بأنها «لا تنسى»، بينما وصف غناء كويل بأنها «نقية». عبد تحولت إلى دموع، مع استضافة ريان Seacrest مازحا ان لامبرت قد ذاب لها في بركة «عبد». 4 في الأعلى، لامبرت كان أول من الغناء، ويؤدون "الجامع لوتا الحب". كويل، بالقول: «أنه كان واحدا من العروض المفضلة لبلدي... لا أحد يستطيع أن أعلى الآن»، في حين أن عبد، المجانسة على عنوان الأغنية، ووصف أداء لامبرت بأنها «لوتا الكمال كله».
صور تقبيل لامبرت لخدود صديقه السابق، ظهرت على السطح في حين كان يتنافس على أمريكان أيدول. في البداية عرضت ومنوقشت من جانب المعلقين على عامل أورايلي، وافقت الهيئة على أن هذه الصور من المحتمل الا يكون لها أي أثر على المنافسة. أكد لامبرت أن الصور كانت له، وذكر انه ليس لديه ما يخفيه، وان حياته علنية. ركزت وسائل الاعلام على الحياة الجنسية لامبرت؛ افتراض انه كان مثلي الجنس، وقالت انه سيكون أول مثلي الجنس في أمريكان أيدول.  ركزت الكثير من وسائل الإعلام على استعداد الناخبين في أمريكان أيدول لانتخاب مثلي الجنس. سألته رولينج ستون عما إذا كانت التكهنات حول ميوله الجنسية أثرت على التصويت النهائي، ضحك لامبرت وقال «على الارجح». أكد أنه كان مثلي الجنس في مقابلة مع رولينج ستون بعد وقت قصير من تعيينه الوصيف في أمريكان أيدول.
لأكبر ثلاث المعرض، حيث كل من المتنافسين الثلاثة الباقين لا لزيارة مسقط رأسه، والأداء، لامبرت انشد كل من مايكل جاكسون 'ق" الأسود أو الأبيض "، وغاري جول إصدار دموع لمخاوف" جنون العالم "في مكتبه ألما ماتر، جبل. الكرمل الثانوية.  بعد ذلك، أعلن رئيس بلدية سان دييغو جيري ساندرز 8 مايو 2009 "آدم لامبرت اليوم." 
وقد تم الإعلان عن لامبرت باعتباره الفائز بالمركز الثاني في أثناء الموسم الثامن للأمريكان أيدول يوم 20 مايو 2009.' gtc:suffix=""&gt;[25] أدى لامبرت لحن خليط من "بيث"، "روك مدينة ديترويت"، و"الروك آند رول جميع نيت" مع فرقة موسيقى الروك كيس خلال الحلقة الأخيرة. روايته للفوز واحد "لا حدود" أطلق سراحه فيما بعد على أي تيونز جنبا إلى جنب مع أمريكان أيدول فائز كريس الن 'ق الإصدار. قبل إعلان النتائج، وألين لامبرت انضمت معا مع الملكة 'ق الأصلي عازف الجيتار بريان أيار / مايو والطبال روجر تايلور لأداء النشيد«نحن الابطال».
بعد الفوز، وقال ألين "آدم استحق هذا." توضح هذه الملاحظة، ألن قال إنه يعتقد أن لامبرت استحق الفوز بقدر ما فعل، وذلك لامبرت "كان الشخص الأكثر ثباتا في كل سنة. كان جديا واحدا من أكثر الفنانين الموهوبين التي اتلقاها الحد.

### العروض
| الأسبوع              | التصميم                                              | اختيار الأغنية                                     | الفنان الأصلي                               | الترتيب                  | النتيجة       |
| -------------------- | ---------------------------------------------------- | -------------------------------------------------- | ------------------------------------------- | ------------------------ | ------------- |
| الاختبار             | Auditioner اختيار                                    | "أنت مع روك" "الرابسودي البوهيمي"                  | مايكل جاكسون ملكة                           | N/A                      | متقدم         |
| هوليوود              | أول سولو                                             | "ما الأمر"                                         | 4 عدم الشقراوات                             | N/A                      | متقدم         |
| هوليوود              | المجموعة الأداء                                      | "نوع من رائع"                                      | روح الأخوة الستة                            | N/A                      | متقدم         |
| هوليوود              | ثاني سولو                                            | Believe (صدّق)                                      | شير                                         | N/A                      | متقدم         |
| أعلى 36/Semi-Final 2 | لوحة الساخن 100 عدد الزيارات إلى التاريخ             | "(لا أستطيع الحصول على أي رضا)".                   | ذا رولينغ ستونز                             | الجسم والعارضة والظهر 12 | متقدم         |
| أعلى 13              | مايكل جاكسون                                         | "الأسود أو الأبيض"                                 | مايكل جاكسون                                | 11                       | آمن           |
| توب 11               | جراند أوليه أوبري                                    | "حزام النار"                                       | أنيتا كارتر                                 | 5.                       | آمن           |
| توب 10               | موتوون                                               | "واغاني من دموعي"                                  | المعجزات                                    | 8                        | آمن           |
| توب 9                | التنزيلات الأعلى                                     | "العب وهذا غير تقليدي موسيقى"                      | الكرز البري                                 | 8                        | آمن           |
| توب 8                | السنة التي ولدوا (1982)                              | "جنون العالم"                                      | الدموع لمخاوف                               | 8                        | آمن           |
| توب 7                | أغنيات من السينما                                    | "ولد ليكون البرية" -- ايزي رايدر                   | Steppenwolf                                 | 3                        | آمن           |
| أعلى 7 A             | ديسكو                                                | واضاف "اذا لا يمكن أن يكون لك"                     | ايفون Elliman                               | 5.                       | آمن           |
| أعلى 5               | فأر حزمة المعايير                                    | "شعور جيد".                                        | سامي ديفيس جونيور                           | 5.                       | أدنى 2        |
| توب 4                | موسيقى الروك آند رول سولو دويتو                      | "الجامع لوتا الحب" "جولة بطيئة" مع أليسون ايراهيتا | قاد زيبلين Foghat                           | 1% 6 *                   | آمنة B        |
| توب 3                | اختيار الحكم (سيمون كويل) اختيار المتسابق            | <POSTER> Wa7da</POSTER> "وهم يبكون"                | U2 أروسميث                                  | 3 6 *                    | آمن           |
| أعلى 2               | اختيار المتسابق سيمون فولر 'ق الاختيار تتويج الأغنية | "جنون العالم" "تغير هو ستعمل تعال" "لا حدود"       | الدموع لمخاوف سام كوك كريس الن / آدم لامبرت | 1% 3 5.                  | المركز الثاني |

- ^ Note A: ونظرا لقضاة باستخدام إنقاذ أحد لإنقاذ مات جيرو، و7 الأعلى بقيت سليمة لمدة أسبوع إضافي.
- [88] لقد تم الإعلان أن اليسون ايراهيتا قد حصلت على أقل عدد من الأصوات هذا الأسبوع. ولم يتم الإعلان قط عن المتسابقين أو الثلاثة الذين هبطوا، وتم الإعلان عن المتسابق الآمن بنظام عشوائي.

## ما بعد ايدول
في مايو 2009 أكدت مجلة بيلبورد أن ألبومه المنفرد انه يتوقع ان يصدر في نوفمبر 2009. ذكر لامبرت أنه أحب العمل مع سلاش، قائلا: «عندما كنت أعمل مع سلاش شعرت اني في المنزل». وذكر أيضا أن ألبومه المنفرد سيكون انتقائي، وبه مجموعة متنوعة من الأصوات. فريق الروك كوين، الذي غنى معهم لامبرت في نهاية الموسم، وكانت في نقطة واحدة وقال لامبرت ان يفكر في أن يطلب ليكون المغني الرئيسي الجديد للفرقة. ومع ذلك، مع إطلاق ونجاح لامبرت منفردا لأول مرة البوم الترفيه الخاصة بك'، فمن غير المرجح انه لن يقبل مثل هذا العرض. لامبرت كان ضيفا على لاري كينغ لايف (الضيف الذي استضافته ريان سيكريست) جنبا إلى جنب مع كريس الن، بولا عبدول الحكم، وبقية المراكز العشرة الأولى في التصفيات النهائية. في هذا المظهر ذكر أنه يخطط لخلق عالم متعدد ألبوم النوع، واصفا إياها بأنها صخرة "البوب -- الإلكترونية—والشيء الرقص".  لامبرت تمسك تلك النوايا؛ الألبوم انه أفرج عنه بعد ذلك متوافقا إلى حد كبير في وصف الالبوم انه يعتزم القيام بها.
عمل آدم لامبرت مع المنتجين يلز غريغ، ريان تيدر، ومارتن ماكس، وسام سبارو، ريدوان، د. لوقا، وليندا بيري، من بين آخرين، في التحضير لإطلاق ألبومه الأول، فور يور إنترتاتمينت.. ايمي مايو ذكر على التغريد التي كتبتها في ما لا يقل عن اثنين من الأغاني لامبرت ، واحدة تشترك في كتابتها مع ريان Tedder وكريس ليندسي، وآخر مع Ferras، وهذه الأخيرة التي لم تكن مدرجة للاختيار. سيدة غاغا وأفيد أيضا كتب أغنية أنها أنفقت تسجيل بعض الوقت. في 28 أكتوبر 2009، أعلن عن طريق التغريد لامبرت ان تقود واحدة من ألبومه لأول مرة سيكون "لجهودكم الترفيه"، وهي الأغنية التي تم إنتاجها من قبل د. لوقا. 
لامبرت تم تجنيده لتسجيل الصوت "حان الوقت للمعجزة" للفيلم كارثة العام 2012 التي أصدرت عنه في 20 أكتوبر، 2009 كما هو مشروع وحيد الجانب. وكانت الأغنية أَشيد بها قبل صدورها من قبل عازف جيتار فرقة كوين، [بريان ماي]، الذي وصف نفسه بأنه "تماما في مهب" عند الاستماع إلى مسارها الصحيح. المسار "حان الوقت للمعجزة" ويبدو أيضا على الترفيه الخاصة بك. 
يوم 19 يونيو 2009، كشفت تسجيلات هاي فاي وتسجيلات يلشاير أنه سيتم إصدار أون ويث ذا شو، تجميع لأغاني لامبرت سجلت قبل أمريكان أيدول بينما كان يعمل كموسيقي مرتزق.  في أول ألبوم واحد هو "هل تريد."  لامبرت في وقت لاحق أصدرت بيانا من خلال 19 ترفيه تقول "العودة في عام 2005 عندما كنت تناضل الفنان، وأنا كما تم التعاقد مع مغنية الاستوديو لإقراض بلدي غناء إلى مسارات مكتوبة من قبل شخص آخر. لقد اندلعت في ذلك الوقت وكانت هذه فرصتي لجعل بضعة دولارات، لذلك قفزت على فرصة لتسجيل لأول مرة أزور فيها في الاستوديو المهنية. عمل فعلته آنذاك لا يعكس الموسيقى وأنا حاليا في الاستوديو على العمل. يوم 17 تشرين الثاني، أفرج عن آدم الألبوم مع اسم جديد: "خذ واحدة." الألبوم متاح على أي تيونز.
منذ المعبود لامبرت حتى الآن فاز بجائزتين: الشباب هوليوود جائزة فنان السنة والتين اختيار جائزة للواقع / فارايتي نجمة. لامبرت شاركت في أمريكا الأصنام لايف! جولة له عام 2009 مع زملائه المتسابقين ال 10 الأوائل، في جولة زار 50 مدينة في الولايات المتحدة وكندا في الفترة من 5 يوليو - 15 سبتمبر 2009.
في نوفمبر غنى لامبرت "فور يور إنترتاتمينت" في جوائز أمريكا الموسيقية عام 2009. ظهر لامبرت في العرض يقبل عازف رجل، ويجذب رأس راقص إلى حوضه، ويشد فخد آخر. وقال لامبرت لمجلة رولينج ستون "تقوم الأناث بهذا الفعل منذ سنوات عديدة، بغض النظر عن الحياة الجنسية وعندما يفعل رجل هذا، يعاتبه الجميع. نحن في عام 2009، والوقت قد حان لتحمل المخاطر، ونكون شجعان أكثر، حان الوقت لفتح أعين الناس، إذا هذا يسيء لهم، ربما أنا لست لهم. هدفي لم يكن تنفير الناس، كان من أجل تعزيز حرية التعبير والحرية الفنية. ردا على أدائه، حث مجلس آباء التلفزيون، وهو مجلس محافظ،  المشاهدين علي تقديم شكوى إلى لجنة الاتصالات الفدرالية. الأداء، في نهاية العرض كان يبث "خارج لجنة الاتصالات الفدرالية 6 المعتادة الإطار الزمني 10 التي تحظر بث مواد مخلة بالآداب العامة". تلقت ايه بى سى حوالي 1,500 شكوى هاتفية وأعلنت انه لن يغني في برنامج صباح الخير يا أميركا في 25 نوفمبر كما كان مقررا. في وقت لاحق دعت سي يي أس لامبرت للغناء بدلا من هذا في برنامج  ذا إيرثي شو، في نفس التاريخ في مدينة نيويورك.

## قائمة أعماله

### ألبومات سُجلت في الاستوديو
| سنة  | تفاصيل الألبوم                                                 | ذروة المواقف بيانيا | ذروة المواقف بيانيا | ذروة المواقف بيانيا | ذروة المواقف بيانيا | ذروة المواقف بيانيا | ذروة المواقف بيانيا | الشهادات (المبيعات عتبة)           |
| سنة  | تفاصيل الألبوم                                                 | US                  | US إيندي            | نيوزيلندا           | CAN                 | فنلندا              | المملكة المتحدة     | الشهادات (المبيعات عتبة)           |
| ---- | -------------------------------------------------------------- | ------------------- | ------------------- | ------------------- | ------------------- | ------------------- | ------------------- | ---------------------------------- |
| 2009 | اتخاذ واحد - صدر : 17 نوفمبر 2009 - التسمية : Rufftown تسجيلات | 72                  | 6 *                 | --                  | --                  | --                  | --                  | - مبيعات الولايات المتحدة : 48,000 |
| 2009 | "--" يدل على أنه لم يندرج في النشر التخطيطي.                   |                     |                     |                     |                     |                     |                     |                                    |

### الألبومات الرقمية
هذا الألبوم رسمت من التحميل الرقمي المشروع.
| سنة  | تفاصيل الألبوم                                                                | المراكز التي حصدها |
| سنة  | تفاصيل الألبوم                                                                | الولايات المتحدة   |
| ---- | ----------------------------------------------------------------------------- | ------------------ |
| 2009 | موسم 8 مفضلة الأداء - صدر : 30 يونيو 2009 - التسمية : انديانابوليس Records/19 | 33                 |

### الأعمال الفردية
| سنة                                          | الأغنية              | ذروة المواقف بيانيا | ذروة المواقف بيانيا  | ذروة المواقف بيانيا    | ذروة المواقف بيانيا | ذروة المواقف بيانيا | ذروة المواقف بيانيا | اسم الألبوم            |
| سنة                                          | الأغنية              | US                  | الولايات المتحدة بوب | الولايات المتحدة الرقص | CAN                 | نيوزيلندا           | فنلندا              | اسم الألبوم            |
| -------------------------------------------- | -------------------- | ------------------- | -------------------- | ---------------------- | ------------------- | ------------------- | ------------------- | ---------------------- |
| 2009                                         | "لا حدود"            | 72                  | --                   | --                     | 52                  | 38                  | --                  | أمريكان أيدول الموسم 8 |
| 2009                                         | "حان الوقت للمعجزة"  | 50                  | --                   | --                     | 26                  | --                  | --                  | لجهودكم الترفيه        |
| 2009                                         | "لجهودكم الترفيه"    | 61                  | --                   | 19                     | 23                  | 10                  | 5.                  | لجهودكم الترفيه        |
| 2010                                         | "Whataya تريدون مني" | 35                  | 20                   | --                     | 4                   | --                  | --                  | لجهودكم الترفيه        |
| "--" يدل على أنه لم يندرج في النشر التخطيطي. |                      |                     |                      |                        |                     |                     |                     |                        |

### الرقمية الفردي
كل هذه الأغاني رسمت من التحميل الرقمي المشروع.
| 2009                                         | "جنون العالم"                     | 19  | 30 | 10 | أمريكان أيدول العروض الحية |
| 2009                                         | "تغير هو ستعمل تعال"              | 56  | -- | 59 | أمريكان أيدول العروض الحية |
| 2009                                         | <POSTER> Wa7da</POSTER>           | 82  | -- | 84 | أمريكان أيدول العروض الحية |
| 2009                                         | "وهم يبكون"                       | 102 | -- | 75 | أمريكان أيدول العروض الحية |
| 2009                                         | "بطيئة ركوب" (مع أليسون ايراهيتا) | 105 | -- | -- | أمريكان أيدول العروض الحية |
| 2009                                         | "واغاني من دموعي"                 | 117 | -- | -- | أمريكان أيدول العروض الحية |
| 2009                                         | "شعور جيد".                       | 121 | -- | -- | أمريكان أيدول العروض الحية |
| "--" يدل على أنه لم يندرج في النشر التخطيطي. |                                   |     |    |    |                            |

### الأغنية المصورة
| سنة  | الأغنية              | المدير     |
| ---- | -------------------- | ---------- |
| 2009 | "حان الوقت للمعجزة"  | اين Isham  |
| 2009 | "لجهودكم الترفيه"    | راي كاي    |
| 2010 | "Whataya تريدون مني" | ديان مارتل |

## الجوائز والترشيحات
| سنة  | الجائزة                | الفئة:                                                | النتيجة     |
| ---- | ---------------------- | ----------------------------------------------------- | ----------- |
| 2009 | جوائز شباب هوليوود     | انطلاقة لفنان في العام                                | فوز         |
| 2009 | اختيار جوائز المراهقين | اختيار ذكر حقيقي/ نجم متنوع                           | فوز         |
| 2009 | اختيار جوائز المراهقين | اختيار جولة صيف (بالتقاسم مع أمريكان أيدول الصفحة 10) | رُشِّح         |
| 2009 | اختيار جوائز المراهقين | اختيار السجادة الحمراء دلالات—مالي                    | رُشِّح         |
| 2010 | جوائز خيار الشعب       | كسر للخارج الفنان الموسيقية                           | رُشِّح         |
| 2010 | GLAAD Media Awards     | المعلقة موسيقى الفنان                                 | في الانتظار |

## حياته الشخصية
وكان لامبرت في علاقة مع مراسل الترفيه التلفزيون الفنلندي ساولى كوسكينين منذ نوفمبر تشرين الثاني 2010، ولكن أعلن في أبريل 2013 أنهما انفصلا وأن يضلا أصدقاء

## وصلات خارجية
- آدم لامبرت على موقع IMDb (الإنجليزية)
- آدم لامبرت على موقع الموسوعة البريطانية (الإنجليزية)
- آدم لامبرت على موقع روتن توميتوز (الإنجليزية)
- آدم لامبرت على موقع قاعدة بيانات الأفلام العربية
- آدم لامبرت على موقع ألو سيني (الفرنسية)
- آدم لامبرت على موقع ميوزك برينز (الإنجليزية)
- آدم لامبرت على موقع رولينغ ستون (الإنجليزية)
- آدم لامبرت على موقع تيرنر كلاسيك موفيز (الإنجليزية)
- آدم لامبرت على موقع أول موفي (الإنجليزية)
- آدم لامبرت على موقع قاعدة بيانات برودواي على الإنترنت (الإنجليزية)
- الموقع الإلكتروني الرسمي
- آدم لامبرت في ماي سبيس
- آدم لامبرت في التغريد
- آدم لامبرت في أمريكان أيدول
- آدم لامبرت : حياة فتان—عرض الشرائح من مجلة الحياة
- شرير جيد : آدم لامبرت أمريكان أيدول رحلة في Broadway.com
- مولودية خريج آدم لامبرت تتنافس على أمريكان أيدول ؛ يجعل 8 أعلى في MCSUN.org
- الوصايا العشر : الموسيقية والصور وصفا للعرض من Lanightlife.com